# Liste der Naturdenkmale in Hohen-Sülzen
Die Liste der Naturdenkmale in Hohen-Sülzen nennt die im Gemeindegebiet von Hohen-Sülzen ausgewiesenen Naturdenkmale (Stand 29. Februar 2024).

## Naturdenkmale
| Nr.         | Bezeichnung                          | Lage                                       | Beschreibung        | Bild                                    |
| ----------- | ------------------------------------ | ------------------------------------------ | ------------------- | --------------------------------------- |
| ND-7331-388 | Linde an der Offsteiner Straße       | Hauptstraße, bei Nr. 31a Lage              | Tilia sp.           | Direkt Bild zu diesem Denkmal hochladen |
| ND-7331-389 | Zerreiche                            | Untere Bockenheimer Straße, bei Nr. 3 Lage | Quercus cerris      | Direkt Bild zu diesem Denkmal hochladen |
| ND-7331-397 | Linde an der evangelischen Kirche    | Wallstraße, bei Nr. 25 Lage                | Tilia sp.           | Direkt Bild zu diesem Denkmal hochladen |
| ND-7331-398 | Linde an der Wormser Straße          | Wormser Straße, bei Nr. 28 Lage            | Tilia sp.           | Direkt Bild zu diesem Denkmal hochladen |
| ND-7331-406 | Lindenallee                          | Bahnhofstraße Lage                         | Tilia sp., 20 Bäume | Direkt Bild zu diesem Denkmal hochladen |
| ND-7331-455 | Winterlinde an der Wormser Straße 52 | Wormser Straße, bei Nr. 52 Lage            | Tilia cordata       | Direkt Bild zu diesem Denkmal hochladen |